# Siobhan McMahon
Siobhan McMahon, née le 4 juillet 1984 à Bellshill, est une femme politique écossaise, membre du Parti travailliste (Labour).

## Biographie
Siobhan McMahon est la fille du politicien Michael McMahon. Siobhan McMahon est diplômée de l'Université calédonienne de Glasgow en 2006 avec un baccalauréat spécialisé 2.1 en politique avec histoire et sociologie. Elle travaille comme chercheuse rémunérée pour son père, le MSP de Hamilton North et de Bellshill, qui emploie également sa mère en tant qu'assistante rémunérée.

### Carrière politique

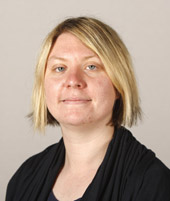
Siobhan McMahon en 2011

Lors des élections législatives écossaises de 2011, McMahon est élue en tant que MSP de liste régionale, et son père et elle-même deviennet le premier couple père-fille à siéger au Parlement écossais.
McMahon participe à la campagne réussie de Johann Lamont lors des élections à la direction du Parti travailliste écossais en 2011. Après la victoire de Lamont, McMahon devient secrétaire privé parlementaire, avec le droit d'assister aux réunions du cabinet travailliste écossais.
McMahon est l'une des trois députées travaillistes qui votent contre la loi de 2014 sur le mariage et le partenariat civil.
À la suite de la démission de Johann Lamont en tant que chef à la suite du référendum sur l'indépendance de l'Écosse en 2014, McMahon soutient Jim Murphy lors des élections à la direction du Parti travailliste écossais en 2014, puis il lui a confié un rôle subalterne en tant que ministre de la jeunesse et de l'emploi des femmes, relevant du secrétaire du cabinet pour l'équité. Travail, compétences et formation Neil Findlay.[5]
McMahon soutient Richard Baker, puis Ken Macintosh lors des élections à la direction du Parti travailliste écossais en 2015. Après que Macintosh ait finalement perdu contre Kezia Dugdale, McMahon perdu son poste de premier plan lors du premier remaniement de Dugdale.
Lors des élections législatives écossaises de 2016, McMahon est remplacée en tant que première sur la liste régionale du centre de l'Écosse par Richard Leonard, qui est devenu chef du Parti travailliste écossais à la suite des élections à la direction du Parti travailliste écossais de 2017. Lors des élections de 2016, le père de McMahon perd son siège à Uddingston et Bellshill après avoir servi en tant que MSP depuis 1999. Sa fille critique Kezia Dugdale pour ne pas avoir remercié les MSP vaincus comme son père. En réponse, Dugdale invite tous les MSP, y compris ceux de la liste régionale, à un dîner qu'elle organisa la semaine suivante.

### Vie personnelle
McMahon est mariée à John Wright, avec qui elle a une fille, Anna. McMahon travaille maintenant dans la société civile. Elle souffre d'un handicap appelé hémiplégie, une maladie neuromusculaire qui provoque une faiblesse le long du côté droit de son corps. Elle est catholique.